# NGC 5257

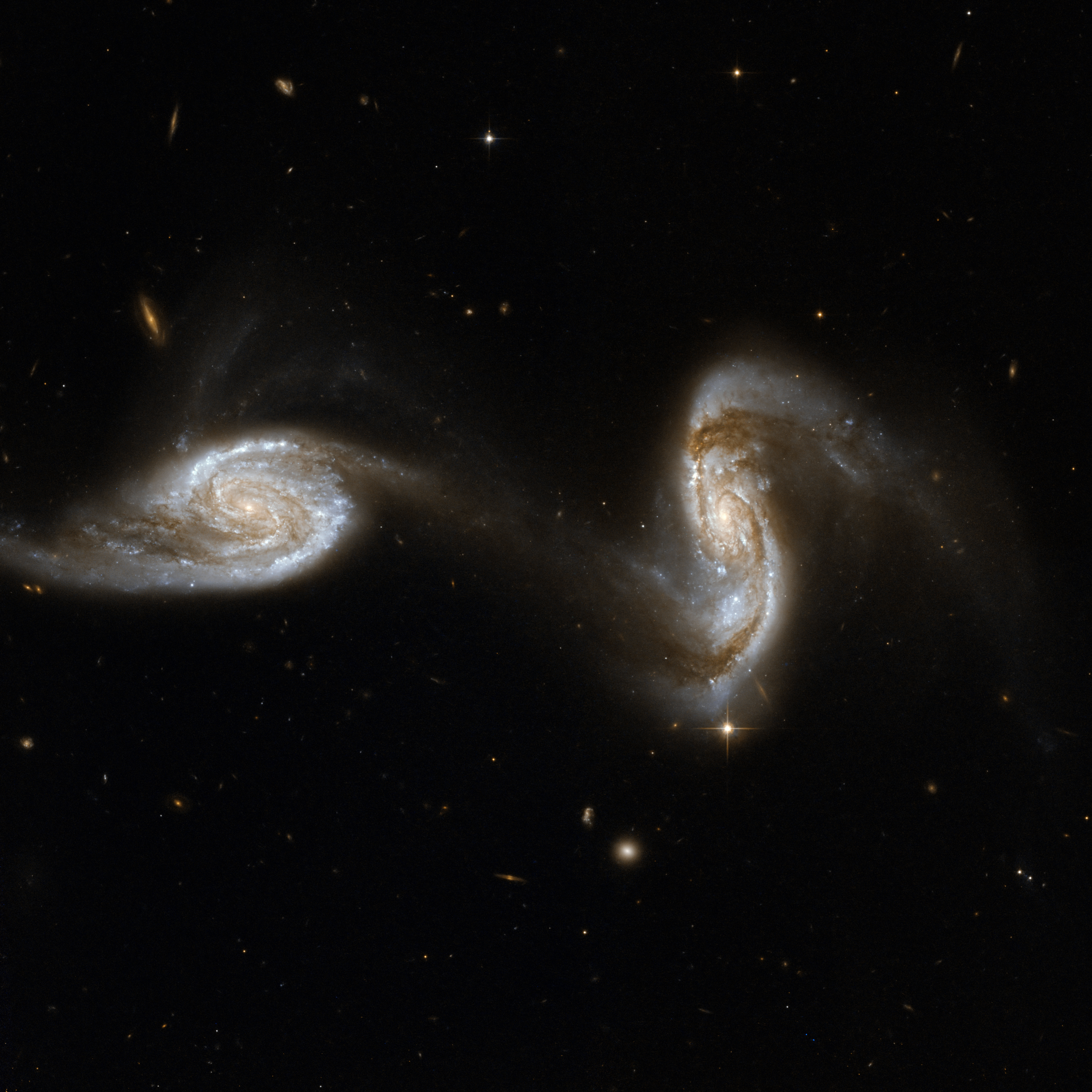
NGC 5257 şi NGC 5258.

NGC 5257 este o galaxie spirală aflată în constelația Fecioara. Galaxia interacționează cu o altă galaxie spirală, NGC 5258. Cele două sunt listate împreună ca Arp 240 în catalogul astronomic Atlas of Peculiar Galaxies.